# Alíz Derekas
| 82092 Kalocsa     | 27 febbraio 2001 |
| 139028 Haynald    | 28 febbraio 2001 |
| 178796 Posztoczky | 27 febbraio 2001 |

Alíz Derekas (Kalocsa, 3 agosto 1977) è un'astronoma ungherese.
È ricercatrice all'Università di Sydney.
Il Minor Planet Center le accredita la scoperta di tre asteroidi, effettuate tutte nel 2001 in collaborazione con Krisztián Sárneczky.